# صموئيل إف. غوف
صموئيل إف. غوف هو سياسي أمريكي، ولد في 9 مارس 1822 في ويماوث في الولايات المتحدة، وتوفي في 3 ديسمبر 1900 في سانت أوغسطين في الولايات المتحدة. نشط حزبياً في الحزب الجمهوري. وقد انتخب عضو مجلس النواب الأمريكي ‏.